# آلن جیمز فرانهرز
آلن جیمز فرانهرز (انگلیسی: Allen James Fromherz؛ زادهٔ ۱۰ مهٔ ۱۹۸۰) تاریخ‌نگار اهل ایالات متحده آمریکا است.

## افتخارات
وی همچنین برندهٔ جوایزی همچون برنامه فولبرایت شده‌است.